# Districte de Huadu
Districte de Huadu (Xinès: 花都区 / 花都區; Pinyin: Huādu Qū) és un districte a Guangzhou, Guangdong, Xina a l'extrem nord dels suburbis de Guangzhou.
Xinhua Ciutat és la seu del govern local i del comitè de districte del PCX.
El districte va ser establert com un comtat a la dinastia Qing (1644-1911). Es va reconèixer com a ciutat el 1993, i el 2000, i es va convertir en un districte suburbà adjunt de Guangzhou.
L'Aeroport Internacional de Guangzhou-Baiyun, el principal aeroport de Guangzhou es troba al districte, i també l'Estació de Guangzhou Nord de la línia d'Alta Velocitat Wuhan-Guangzhou.